# Fiskene (stjernetegn)
 For alternative betydninger, se Fisk (flertydig). (Se også artikler, som begynder med Fisk)
Fiskene (Pisces) er det tolvte og sidste stjernetegn i dyrekredsen. Tegnet ligger mellem  Vandmanden og   Vædderen. Solen bevæger sig siderisk igennem Fiskene fra midten af marts til sidste del af april ulig stjernetegnets periode.

## Astronomisk
Tegnet er fuldt synligt fra 83°N til 56°S.
Stjernebilledet Fiskene består bl.a. af Cirklen, en ring af 6-7 stjerner der danner en del af den ene fisk.

## Mytologisk
Stjernebilledet forestiller to fisk der er bundet sammen af et reb. Den ene fisk svømmer vandret, mens den anden svømmer lodret.
- Græsk: Fiskene repræsenterer Afrodite og hendes søn Eros, som sprang i floden Eufrat, på flugt fra Tyfon.
- Bibelsk: Fiskene har været anset som tegn på kristendommen og Kristus selv.

## Astrologisk
- Periode: 19. februar til 20. marts (datoerne varierer alt efter hvornår solen tropisk går ind i tegnet)
- Planethersker: Jupiter(♃) og Neptun (♆)
- Element: Vand
- Type: Bevægelig
- Legemsdel: Fødder
- Sten: Ametyst

## Datalogi
Tegnet for Fiskene ♓ findes i tegnsættet unicode som U+2653 "Pisces".